# Jake Allen
Jake Allen (né le 7 août 1990 à Fredericton, province du Nouveau-Brunswick au Canada) est un joueur professionnel canadien de hockey sur glace. Il évolue au poste de gardien de but pour les Devils du New Jersey.

## Biographie

### Carrière junior
En 2007, il débute dans la Ligue de hockey junior majeur du Québec avec les Fog Devils de Saint-Jean. Il est choisi au 2e tour, 34e choix au total par les Blues de Saint-Louis lors du repêchage d'entrée dans la LNH 2008. Il participe avec l'équipe LHJMQ au Défi Canada-Russie en 2008 et 2009. 

### Carrière professionnelle

#### Blues de Saint-Louis
En 2010, il passe professionnel avec les Rivermen de Peoria dans la Ligue américaine de hockey. Le 3 juillet 2015, il signe un nouveau contrat avec les Blues de Saint-Louis pour deux saisons.

#### Canadiens de Montréal
Le 2 septembre 2020, il est échangé aux Canadiens de Montréal avec un choix de 7e tour en 2022 en retour de choix de 3e et 7e tours au repêchage de 2020. Le 1er octobre 2022, il obtient une prolongation de contrat de deux saisons lui rapportant en moyenne 3,85 millions de dollars par année.

#### Devils du New Jersey
Le 8 mars 2024, il est échangé aux Devils du New Jersey en retour d'un choix conditionnel de troisième tour au repêchage en 2025. 

### Carrière internationale
Il représente l'équipe du Canada en sélections jeunes.

### Vie privée
En janvier 2017, la fiancée d'Allen, Shannon Adams, donne naissance à leur première fille Lennon Everly. Le couple accueille leur deuxième fille Reagan en avril 2018 et se marie en août la même année. Leur troisième fille naît en octobre 2022 alors qu'il joue pour les Canadiens. Il commente : « Mes deux autres filles sont nées à Saint-Louis. Maintenant nous avons une montréalaise et une québécoise. Notre premier bébé canadien ».

## Statistiques

### En club
| Saison     | Équipe                      | Ligue      |                   | Saison régulière  | Saison régulière  | Saison régulière  | Saison régulière  | Saison régulière  | Saison régulière  | Saison régulière  | Saison régulière  | Saison régulière  | Saison régulière  |                   | Séries éliminatoires | Séries éliminatoires | Séries éliminatoires | Séries éliminatoires | Séries éliminatoires | Séries éliminatoires | Séries éliminatoires | Séries éliminatoires | Séries éliminatoires |
| Saison     | Équipe                      | Ligue      | PJ                | V                 | D                 | Pr/N              | Min               | BC                | Moy               | % Arr             | Bl                | Pun               | PJ                | V                 | D                    | Min                  | BC                   | Moy                  | % Arr                | Bl                   | Pun                  |                      |                      |
| 2007-2008  | Fog Devils de Saint-Jean    | LHJMQ      | 30                | 9                 | 8                 | 4                 | 1 507             | 76                | 3,03              | 90,5              | 2                 | 2                 | 6                 | 4                 | 2                    |                      | 8                    | 3,74                 | 85,5                 | 0                    | 0                    |                      |                      |
| 2008-2009  | Juniors de Montréal         | LHJMQ      | 53                | 28                | 23                | 2                 | 3 023             | 148               | 2,94              | 91,3              | 3                 | 2                 | 10                | 4                 | 6                    | 585                  | 35                   | 3,59                 | 89,7                 | 1                    | 0                    |                      |                      |
| 2009-2010  | Juniors de Montréal         | LHJMQ      | 23                | 11                | 11                | 0                 | 1 241             | 55                | 2,66              | 91,2              | 1                 | 0                 | -                 | -                 | -                    | -                    | -                    | -                    | -                    | -                    | -                    |                      |                      |
| 2009-2010  | Voltigeurs de Drummondville | LHJMQ      | 22                | 18                | 3                 | 0                 | 1 271             | 37                | 1,75              | 93,3              | 3                 | 0                 | 14                | 9                 | 5                    | 840                  | 34                   | 2,43                 | 89,9                 | 1                    | 0                    |                      |                      |
| 2010-2011  | Rivermen de Peoria          | LAH        | 47                | 25                | 19                | 3                 | 2 805             | 118               | 2,52              | 91,7              | 6                 | 0                 | 3                 | 0                 | 3                    | 189                  | 12                   | 3,8                  | 88,8                 | 0                    | 0                    |                      |                      |
| 2011-2012  | Rivermen de Peoria          | LAH        | 38                | 13                | 20                | 2                 | 2 148             | 105               | 2,93              | 91,5              | 1                 | 0                 | -                 | -                 | -                    | -                    | -                    | -                    | -                    | -                    | -                    |                      |                      |
| 2011-2012  | Blues de Saint-Louis        | LNH        | -                 | -                 | -                 | -                 | -                 | -                 | -                 | -                 | -                 | -                 | 1                 | 0                 | 0                    | 1                    | 0                    | 0                    | 0                    | 0                    | 0                    |                      |                      |
| 2012-2013  | Rivermen de Peoria          | LAH        | 35                | 13                | 19                | 2                 | 2 054             | 99                | 2,89              | 90,4              | 2                 | 0                 | -                 | -                 | -                    | -                    | -                    | -                    | -                    | -                    | -                    |                      |                      |
| 2012-2013  | Blues de Saint-Louis        | LNH        | 15                | 9                 | 4                 | 0                 | 804               | 33                | 2,46              | 90,5              | 1                 | 0                 | -                 | -                 | -                    | -                    | -                    | -                    | -                    | -                    | -                    |                      |                      |
| 2013-2014  | Wolves de Chicago           | LAH        | 52                | 33                | 16                | 3                 | 3 138             | 106               | 2,03              | 92,8              | 7                 | 2                 | 9                 | 3                 | 6                    | 511                  | 28                   | 3,29                 | 87,9                 | 1                    | 0                    |                      |                      |
| 2014-2015  | Blues de Saint-Louis        | LNH        | 37                | 22                | 7                 | 4                 | 2 077             | 79                | 2,28              | 91,3              | 4                 | 2                 | 6                 | 2                 | 4                    | 328                  | 12                   | 2,2                  | 90,4                 | 0                    | 0                    |                      |                      |
| 2015-2016  | Blues de Saint-Louis        | LNH        | 47                | 26                | 15                | 3                 | 2 570             | 101               | 2,35              | 92                | 6                 | 0                 | 5                 | 1                 | 1                    | 169                  | 7                    | 2,49                 | 89,7                 | 0                    | 0                    |                      |                      |
| 2016-2017  | Blues de Saint-Louis        | LNH        | 61                | 33                | 20                | 5                 | 3 431             | 138               | 2,42              | 91,5              | 4                 | 4                 | 11                | 6                 | 5                    | 678                  | 22                   | 1,96                 | 93,5                 | 0                    | 0                    |                      |                      |
| 2017-2018  | Blues de Saint-Louis        | LNH        | 59                | 27                | 25                | 3                 | 3 317             | 152               | 2,75              | 90,6              | 1                 | 0                 | -                 | -                 | -                    | -                    | -                    | -                    | -                    | -                    | -                    |                      |                      |
| 2018-2019  | Blues de Saint-Louis        | LNH        | 46                | 19                | 17                | 8                 | 2 568             | 121               | 2,83              | 90,5              | 3                 | 0                 | 1                 | 0                 | 0                    | 25                   | 1                    | 2,50                 | 75                   | 0                    | 0                    |                      |                      |
| 2019-2020  | Blues de Saint-Louis        | LNH        | 24                | 12                | 6                 | 3                 | 1 340             | 48                | 2,15              | 92,7              | 2                 | 0                 | 5                 | 2                 | 1                    | 286                  | 9                    | 1,89                 | 93,5                 | 0                    | 2                    |                      |                      |
| 2020-2021  | Canadiens de Montréal       | LNH        | 29                | 11                | 12                | 5                 | 1 703             | 76                | 2,68              | 90,7              | 0                 | 2                 | -                 | -                 | -                    | -                    | -                    | -                    | -                    | -                    | -                    |                      |                      |
| 2021-2022  | Canadiens de Montréal       | LNH        | 35                | 9                 | 20                | 4                 | 1 948             | 107               | 3,30              | 90,5              | 2                 | 2                 | -                 | -                 | -                    | -                    | -                    | -                    | -                    | -                    | -                    |                      |                      |
| 2022-2023  | Canadiens de Montréal       | LNH        | 42                | 15                | 24                | 3                 | 2 450             | 145               | 3,55              | 89,1              | 1                 | 2                 | -                 | -                 | -                    | -                    | -                    | -                    | -                    | -                    | -                    |                      |                      |
| 2023-2024  | Canadiens de Montréal       | LNH        | 21                | 6                 | 12                | 3                 | 1 216             | 74                | 3,65              | 89,2              | 0                 | 2                 | -                 | -                 | -                    | -                    | -                    | -                    | -                    | -                    | -                    |                      |                      |
| 2023-2024  | Devils du New Jersey        | LNH        | 13                | 6                 | 6                 | 1                 | 771               | 40                | 3,11              | 90,0              | 0                 | 0                 | -                 | -                 | -                    | -                    | -                    | -                    | -                    | -                    | -                    |                      |                      |
| 2024-2025  | Devils du New Jersey        | LNH        | Saison en cours ? | Saison en cours ? | Saison en cours ? | Saison en cours ? | Saison en cours ? | Saison en cours ? | Saison en cours ? | Saison en cours ? | Saison en cours ? | Saison en cours ? | Saison en cours ? | Saison en cours ? | Saison en cours ?    | Saison en cours ?    | Saison en cours ?    | Saison en cours ?    | Saison en cours ?    | Saison en cours ?    | Saison en cours ?    | Saison en cours ?    |                      |
| Totaux LNH | Totaux LNH                  | Totaux LNH | 429               | 195               | 168               | 42                | 24 194            | 1 114             | 2,76              | 90,7              | 24                | 12                | 29                | 11                | 11                   | 1 484                | 51                   | 2,06                 | 92,4                 | 0                    | 2                    |                      |                      |

### En équipe nationale
| Année | Équipe          | Compétition                   |   | PJ | V | D | Pr/N | Min | BC   | Moy  | % Arr | Bl | Pun               |  | Résultat |
| 2008  | Canada - 18 ans | Championnat du monde - 18 ans | 7 |    |   |   |      |     | 1,43 | 94,8 |       |    | Médaille d'or     |  |          |
| 2010  | Canada - 20 ans | Championnat du monde junior   | 5 |    |   |   |      |     | 2,06 | 90,2 |       |    | Médaille d'argent |  |          |

## Trophées et honneurs personnels

### Championnat du monde moins de 18 ans
- 2008 : 
  - nommé meilleur gardien
  - nommé meilleur joueur
  - nommé dans l'équipe type
  - meilleur pourcentage d'arrêts
  - meilleure moyenne de buts alloués

### Ligue de hockey junior majeur du Québec
- 2010 : 
  - remporte le trophée Jacques-Plante
  - nommé dans la première équipe d'étoiles

### Ligue canadienne de hockey
- 2010 : nommé gardien de la saison

### Ligue américaine de hockey
- 2011 : sélectionné pour le Match des étoiles avec l'association de l'Ouest (titulaire)
- 2014 : 
  - nommé dans la première équipe d'étoiles
  - remporte le trophée Aldege-« Baz »-Bastien

### Ligue nationale de hockey
- 2012-2013 : sélectionné dans l'équipe d'étoiles des recrues
- 2014-2015 : sélectionné dans l'équipe d'étoiles des recrues (2)
- 2018-2019 : champion de la coupe Stanley avec les Blues de Saint-Louis